# Привычка жениться
«Привычка жениться» (англ. The Marrying Man) — американский художественный фильм по сценарию Нила Саймона c Ким Бейсингер и Алеком Болдуином.

## Сюжет
У миллионера Чарльза Пирла (Алек Болдуин) есть вкус, стиль, обаяние — всё, что нужно покорителю женских сердец. Вскоре дочь самого влиятельного человека в Голливуде выйдет за него замуж. Друзья жениха решают устроить ему прощальную вечеринку-мальчишник. В одном из баров Чарльз встречает очаровательную певицу Вики (Ким Бейсингер). Забравшись к ней ночью в дом, Чарли и не подозревал, какие неприятности ему готовит ухажёр Вики, известный гангстер.

## В ролях
- Ким Бейсингер — Вики Андерсон
- Алек Болдуин — Чарли Пирл
- Роберт Лоджиа — Лев Хорнер
- Элизабет Шу — Адель Хорнер
- Арманд Ассанте — Багси Сигел
- Пол Райзер — Фил Голден
- Питер Добсон — Тони
- Тони Лонго — Сэм

## Критика
Фильм был прохладно встречен критиками. В 21 рецензии, которые были представлены на сайте Rotten Tomatoes с 1991 по 2015 год, положительный отзыв фильм получил лишь от Роджера Эберта и Дессона Томсона.